# تمرحنة أسترالية
تمرحنة أسترالية (الاسم العلمي:Ligustrum australianum) هي نوع من النباتات تتبع جنس التمرحنة من الفصيلة الزيتونية.